# Алканена
Алканена (порт.  Alcanena; [aɫkɐ'nenɐ]) — посёлок городского типа в Португалии, центр одноимённого муниципалитета в составе округа Сантарен. Численность населения — 4.3 тыс. жителей (посёлок), 14,7 тыс. жителей (муниципалитет). Посёлок и муниципалитет входит в экономико-статистический регион Центральный регион и субрегион Медиу-Тежу. По старому административному делению входил в провинцию Рибатежу.
Покровителем посёлка считается Апостол Пётр (порт. São Pedro).

## Расположение
Посёлок расположен в 22 км на север от города Сантарен рядом с природным заповедником Серраш-де-Айре-и-Кандейруш.
Муниципалитет граничит:
- на севере — муниципалитеты Баталья, Оурен
- на востоке — муниципалитет Торреш-Новаш
- на юге — муниципалитет Сантарен
- на западе — муниципалитет Сантарен
- на северо-западе — муниципалитет Порту-де-Мош

## Население
| 1920   | 1930   | 1960   | 1981   | 1991   | 2001   | 2004   |
| 10 207 | 11 122 | 14 773 | 14 287 | 14 373 | 14 600 | 14 763 |

## История
Посёлок основан в 1914 году.

## Районы
В муниципалитет входят следующие районы:
1. Алканена
2. Бугальюш
3. Эшпиньейру
4. Лорисейра
5. Мальоу
6. Минде
7. Мойташ-Венда
8. Монсанту
9. Серра-де-Санту-Антониу
10. Вила-Морейра